# Herbert J. Gans
Herbert Julius Gans (* 7. Mai 1927 in Köln; † 21. April 2025 in New York City, New York) war ein US-amerikanischer Soziologe. Er war 79. Präsident der American Sociological Association.

## Werdegang
Gans emigrierte 1940 mit seiner Familie aus dem nationalsozialistischen Deutschland in die Vereinigten Staaten. Er studierte Soziologie an der University of Chicago (unter anderem bei David Riesman) und an der University of Pennsylvania. Er lehrte von 1971 bis 2007 als Professor an der Columbia University (New York) und war somit auch als Emeritus sehr lange akademisch aktiv.

## Werk
Mit seinen Forschungsergebnissen über den „Irrtum des architektonischen Determinismus“ nahm Gans erheblichen Einfluss auf die Stadtplanung. Im Rahmen teilnehmender Beobachtung hatte Gans zu Beginn der 1960er Jahre ermittelt, dass die damals groß angelegten Stadterneuerungen (Vernichtung sogenannter Slums) ihr angestrebtes sozialpolitisches Ziel verfehlen würden. Man hatte die baulich-physische Umwelt „Slum“ als Ursache für soziale Probleme angesehen. Gans belegte dagegen, dass es in Slums durchaus soziale Beziehungen und Institutionen gab und somit von einer sozialen Verwahrlosung nicht die Rede sein könne. Tatsächlich seien die sozialen Bindungen durch eine familienzentrierte Lebensweise und verbindliche nachbarschaftliche Kontakte geprägt. Für diesen Lebensstil fand Gans den Begriff „urban villager“ („städtischer Dörfler“). Dessen Lebensweise wich deutlich von den individualisierten, anonymen und mittelschichtsorientierten Großstadt-Vorstellungen der Stadtplaner ab.
Laut Hartmut Häußermann stellen Gans’ Untersuchungen

„ein Beispiel soziologischer Forschung dar, das die unwissenschaftliche Problemdiskussion einer ganzen Profession (hier der Stadtplaner) als wirklichkeitsfremde Vorurteile entlarvte und Forderungen für die Veränderung der stadtplanerischen Praxis aufstellte – die mit einiger Zeitverzögerung dann tatsächlich auch befolgt wurden.“

Zudem forschte und publizierte Gans zu Fragen des kulturellen Unterschieds zwischen den gesellschaftlichen Schichten, zur symbolischen Identitätsbildung von ethnisch-religiösen Gruppen, zur Mediensoziologie und zur Soziologie der Soziologie.
1982 wurde er in die American Academy of Arts and Sciences aufgenommen. 1988 war er Präsident der American Sociological Association und unternahm einen frühen Versuch der Etablierung einer öffentlichen Soziologie.

## Schriften (Auswahl)
- The Urban Villagers. Group and Class in the Life of Italian-Americans zuerst 1962, Erweiterte Neuausgabe: Free Press 1982, ISBN 0-02-911240-0
- The Levittowners (1967)
- People and Plans (1968)
- More Equality (1973)
- Popular Culture and High Culture. An Analysis and Evaluation of Taste zuerst 1974, erweiterte und aktualisierte Neuausgabe: Basic Books 1999, ISBN 0-465-02609-5
- Deciding What’s News: A study of CBS evening news, NBC nightly news, Newsweek, and Time (1979)
- Middle American Individualism (1988)
- Relativism, Equality, and Popular Culture. In: Bennett M. Berger (Hrsg.): Authors of their own lives: intellectual autobiographies by twenty American sociologists, Berkeley: Univ. of California Pr., 1990, S. 432–451
- People, Plans, and Policies (1991)
- The War Against The Poor: The Underclass and Antipoverty Policy, Basic Books 1996, ISBN 0-465-01991-9
- Making Sense of America (1999)
- Democracy and the News (2003)
- Imagining America in 2033 (2008)
- Gans, Herbert J.: Working in Six Research Areas: A Multi-Field Sociological Career. In: Annual Review of Sociology. 35. Jahrgang, 2009, S. 1, doi:10.1146/annurev-soc-070308-115936 (englisch).